# Brüderbewegung
Die Brüderbewegung (nicht zu verwechseln mit der Brüdergemeine bzw. den Böhmischen Brüdern, den mennonitischen Brüdergemeinden oder dem Brüderverein) ist eine im 19. Jahrhundert entstandene freikirchliche Bewegung, deren örtliche Gemeinden grundsätzlich selbständig, aber in Lehre und Praxis eng miteinander verbunden sind. Weltweit gehören der Bewegung etwa eine Million Menschen an; in Deutschland wird die Anhängerzahl auf etwa 40.000 bis 45.000 geschätzt. Ein Teil der deutschen Gemeinden vereinigte sich 1942 mit den Baptisten zum Bund Evangelisch-Freikirchlicher Gemeinden (BEFG).
Der Ursprung der Brüderbewegung liegt in irischen Hauskreisen, die in den 1820er Jahren in Erwartung der Wiederkunft Jesu zu Bibelstudium und Abendmahl zusammenkamen. Sie wollten dies unabhängig von jeder Kirche und Konfession tun, betonten die Einheit aller Christen, trennten sich aber später in verschiedene Richtungen. In Deutschland gliedern sie sich überwiegend in Bundesgemeinden (im BEFG), bundesfreie und geschlossene Gemeinden.

## Name

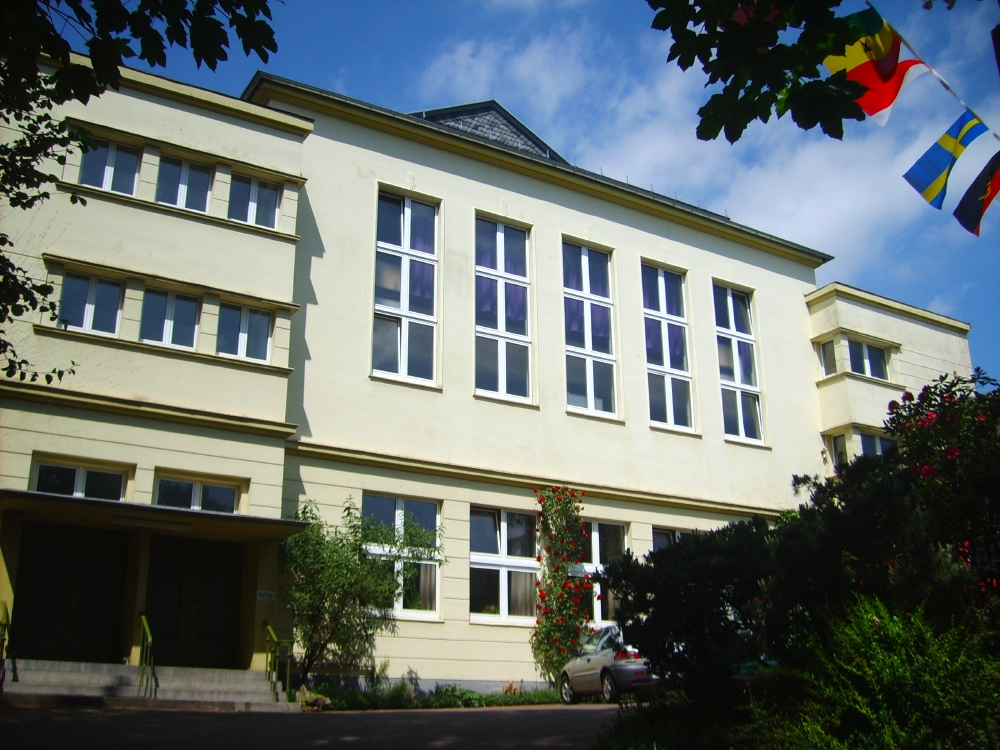
Gemeindezentrum der Brüdergemeinde Wuppertal, Else-Lasker-Schüler-Straße (früher Baustraße)

Ursprünglich lehnte es die Brüderbewegung ab, sich einen offiziellen Namen zu geben, da sie sich nicht als besondere Konfession verstand, sondern als „neutraler Boden“ außerhalb aller bestehenden Kirchen und Freikirchen, als bloße „Darstellung“ der weltweiten Gemeinde Gottes an einem Ort. Jeder Name hätte sie nach ihrem Selbstverständnis zu einer Gruppe unter vielen gemacht und sie so von den Angehörigen anderer Gruppen getrennt, was sie – wie alle Merkmale einer spezifischen Gruppenidentität – unbedingt zu vermeiden suchte. Da sich die Bewegung jedoch nach außen hin kaum von anderen Freikirchen unterschied und zudem sehr wohl gruppentypische Besonderheiten aufwies, wurde sie bald mit verschiedenen Fremdbezeichnungen belegt. Hinzu kam, dass sie sich im Laufe der Zeit in mehrere Gruppen spaltete, die sich z. T. gegenseitig ihre Rechtmäßigkeit absprachen. Insofern wurden weitere Bezeichnungen notwendig, um zum Beispiel die „offenen Brüdergemeinden“ von den „geschlossenen“ zu unterscheiden.
Folgende Bezeichnungen für die Brüderbewegung bzw. einzelne ihrer Teile finden heute im deutschsprachigen Raum Verwendung:
- „Brüdergemeinden“, „Brüderversammlungen“
- „Christliche Versammlung(en)“ oder einfach nur „Versammlung“ (nach der Übersetzung des griechischen Wortes ekklesia in der Elberfelder Bibel)
- „Christliche Gemeinde“ (in Verbindung mit dem Ortsnamen der Gemeinde, z. B. Christliche Gemeinde Darmstadt)
- „Darbysten“ (nach John Nelson Darby, einem der Gründerväter der Brüderbewegung; von den Betreffenden selbst wird diese Bezeichnung abgelehnt, da sie sich nicht nach einem Menschen nennen wollen und das Wort zudem oft abwertend verwendet wird)
- „Exklusive Brüder“ (in Deutschland eine oft abwertende Bezeichnung für die „geschlossenen“ Brüdergemeinden; im englischen Sprachraum versteht man unter „Exclusive Brethren“ hauptsächlich die Raven-Brüder, eine ab 1890 entstandene Richtung mit straffer internationaler Führung und extrem starker Absonderung von Andersdenkenden)
- „Christen ohne Sonderbenennung“ oder „ohne Sonderbekenntnis“ (früher besonders im Umgang mit Behörden verwendete Selbstbezeichnung; heute eher selten)
- „Plymouth-Brüder“ (nach engl. „Plymouth Brethren“; Plymouth war ein frühes Zentrum der englischen Brüderbewegung; im Deutschen heute ebenfalls selten verwendet, im Englischen als „Plymouth Brethren Christian Church“ seit 2012 offizielle Selbstbezeichnung der Raven-Brüder)

Das Wort „Brüderbewegung“ wurde wahrscheinlich in den 1920er Jahren in „offenen“ Kreisen nach dem Vorbild von engl. „Brethren Movement“ gebildet; als Oberbegriff für die Gesamtbewegung hat es sich inzwischen weitgehend durchgesetzt. Der „geschlossene“ Flügel hält bis heute offiziell an der ursprünglichen Idee der Namenlosigkeit fest.

## Geschichte

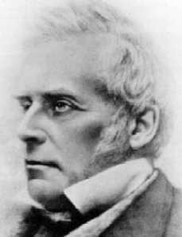
John Nelson Darby

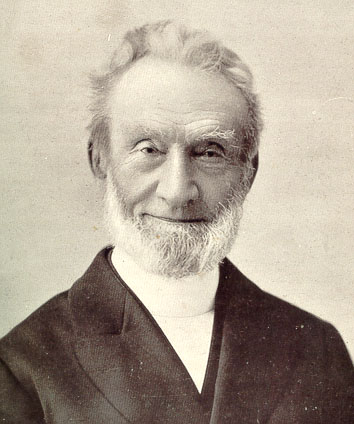
Georg Müller

### Irland und England
Keimzellen der Brüderbewegung waren mehrere kleine Kreise von Christen im irischen Dublin, die sich regelmäßig zum Bibelstudium und Abendmahl versammelten. Zentrum der Lehren war, dass Christen frei und unabhängig von Denominationen zusammenkommen, das Wort Gottes untersuchen, sich von der Welt absondern und gleichzeitig die Wiederkunft Jesu erwarten sollten. Die Zersplitterung der Christenheit in viele verschiedene Konfessionen lehnte man ab und hatte den Wunsch, der Einheit der Gläubigen, die vor Gott trotzdem bestehe (Eph 4,4 ), Ausdruck zu verleihen, indem man verwaltende Organisation so viel wie möglich aufgab und einfach als „lebendiger Organismus“ zusammenkam. Jeder überzeugte Christ war willkommen, von welcher Konfession er auch kam. Spätestens 1829 wagte man es in einem dieser Kreise, zu dem auch der Zahnarzt und spätere Missionar Anthony Norris Groves gehörte, erstmals auch das Abendmahl zu feiern, da es nicht an eine Institution gebunden sei. Groves war der Überzeugung, „daß Gläubige, die sich als Jünger Christi versammeln, frei seien, das Brot miteinander zu brechen, wie ihr Herr sie ermahnt habe“. Bald fand auch der anglikanische Geistliche John Nelson Darby durch den Juristen John Gifford Bellett Kontakt zu diesem Kreis, der der Ursprung der Brüderbewegung werden sollte.
Innerhalb weniger Jahre entstanden auch in Großbritannien ähnliche Zusammenkünfte. Durch Benjamin Wills Newton kam Darby zusammen mit George Vicesimus Wigram, dem späteren Herausgeber von Konkordanzen zum biblischen Grundtext, nach Plymouth. Dort gab es einen evangelistisch tätigen Marineoffizier namens Percy Francis Hall, mit dem sie sich zusammenschlossen und im Januar 1832 ebenfalls eine Gemeinde gründeten. Plymouth wurde bald das Zentrum der Bewegung, weshalb die Brüderbewegung lange auch unter dem Namen „Plymouth Brethren“ bekannt war. Verschiedentlich gab es Anfeindungen von Seiten der kirchlichen Kreise.
Im Laufe der Zeit erlangte Darby großen Einfluss und wurde der informelle Führer der vor allem auf Heiligung und Absonderung bedachten Richtung der Brüderbewegung. Demgegenüber betonten Georg Müller und Henry Craik, die sich seit 1832 in der Bethesda-Kapelle im englischen Bristol versammelten, mehr die Aspekte Einheit, Mission und Diakonie. Während Darby die „philadelphische“ Gemeinde (Offb 3,7–13 ) jenseits aller christlichen Denominationen um den einen Tisch sammeln wollte, legten Müller und seine Gemeinde mehr Wert auf Begegnung und Zusammenarbeit mit aktiven Christen aus anderen Konfessionen. Beide Strömungen der Brüderbewegung blieben jedoch zunächst miteinander verbunden und tauschten sich im Verkündigungsdienst aus.

### Trennungen
Zum Bruch kam es im Jahr 1848 über die Frage der überörtlichen Verbindlichkeit von Gemeindeausschlüssen sowie um Newton und seine Lehren über die Leiden Christi. Die Brüder um Darby forderten eine enge Verbundenheit zwischen den Gemeinden, wozu auch die unbedingte Anerkennung der Beschlüsse anderer Gemeinden gehörte. Die Gemeinde in Bristol und in ihrem Gefolge auch viele andere schlossen sich dieser Sichtweise jedoch nicht an und billigten jeder Gemeinde das Recht zu, selbständig und unabhängig zu handeln. Außerdem zeigten sie sich im Gegensatz zu den Brüdern um Darby bereit, Christen anderer Kreise ohne besondere Prüfung zum Abendmahl zuzulassen, weshalb sie bald „offene Brüder“ genannt wurden; die Gemeinden, die Darbys Ansichten folgten, wurden demgegenüber als „geschlossene“ oder „exklusive Brüder“ bezeichnet. Diese Trennung existiert weltweit grundsätzlich bis heute.
Kurz vor und nach dem Tod Darbys (1882) wurden mehrere führende Persönlichkeiten des „geschlossenen“ Flügels (1881 William Kelly, 1884 Frederick William Grant, 1885 Clarence Esme Stuart) aus der Gemeinschaft ausgeschlossen und bildeten eigene Gruppen, die sich später größtenteils untereinander vereinigten oder in anderen Gruppen aufgingen. 1890 kam es zu einer weiteren Trennung über die Lehren von Frederick Edward Raven, die in England von der Mehrheit der „geschlossenen Brüder“, auf dem europäischen Kontinent aber nur von einer kleinen Minderheit akzeptiert wurden.

### Deutschland
Sowohl die „geschlossene“ als auch die „offene“ Brüderbewegung fand den Weg nach Deutschland.

#### „Geschlossene Brüder“ in Deutschland

Julius Anton Eugen von Poseck

Carl Brockhaus

Am Beginn der deutschen „geschlossenen“ Brüderbewegung stehen die Namen Julius Anton von Poseck und Carl Brockhaus. Der Düsseldorfer Jurist Poseck übersetzte ab 1849 Schriften John Nelson Darbys und anderer englischer „Brüder“ ins Deutsche und gründete ab 1851 im Rheinland auch Gemeinden nach englischem Vorbild. Der Elberfelder Lehrer Brockhaus war zunächst im Rahmen des Evangelischen Brüdervereins evangelistisch tätig, trat jedoch Ende 1852 mit einigen Mitarbeitern aus ihm aus und wurde zur führenden Persönlichkeit der deutschen „geschlossenen Brüder“. 1853 fand er Kontakt zu Darby, der Deutschland zwischen 1854 und 1878 achtmal besuchte.
Von Elberfeld (heute Stadtteil in Wuppertal) aus verbreitete sich die Brüderbewegung schnell, zunächst im Bergischen Land, im Siegerland, im Dillkreis und im Wittgensteiner Land, wo Brockhaus an Kreise des Evangelischen Brüdervereins anknüpfen konnte. Brockhaus reiste jedoch auch darüber hinaus lehrend durch Deutschland, die Niederlande und die Schweiz, sodass an vielen Orten neue Gemeinden entstanden (z. T. unter Anfeindungen durch kirchliche Kreise). Um 1900 wurden in den „geschlossenen“ Versammlungen 20.000 Anhänger geschätzt.
Mit Darby und anderen Mitarbeitern gab Brockhaus die tendenziell wortkonkordante Elberfelder Bibelübersetzung heraus (NT 1855, Psalmen 1859, AT 1871).
Carl Brockhaus, der nach der Gründung seines Verlags in Elberfeld eine umfangreiche Belehrungs- und Erbauungsliteratur herausgab, galt innerhalb der „geschlossenen“ Brüderbewegung als der anerkannte „führende Bruder“. Sein Sohn Rudolf Brockhaus führte den Verlag im Sinne des Vaters weiter und bestimmte bis um das Jahr 1930 maßgeblich das Denken und Handeln der rund 700 „geschlossenen“ Brüderversammlungen in Deutschland.

#### „Offene Brüder“ in Deutschland
Die Geschichte der deutschen „offenen Brüder“ begann in gewisser Weise bereits 1843 mit einem Besuch Georg Müllers in Stuttgart. Größere Zahlen von „offenen“ Brüdergemeinden entstanden jedoch erst ab Ende des 19. Jahrhunderts. Die „offenen Brüder“ standen in Beziehung zu dem Evangelisten Friedrich Wilhelm Baedeker, der durch seine zahlreichen Missionsreisen zum entscheidenden Gemeindegründer der „offenen“ Brüderbewegung in West- und Osteuropa wurde. Die „offenen Brüder“ suchten auch in Deutschland die Begegnung und Zusammenarbeit mit anderen christlichen Kirchen und Gemeinschaften. Sie nahmen an Veranstaltungen der Evangelischen Allianz teil, engagierten sich im „Verband gläubiger Offiziere“ und waren Mitbegründer der Allianz-Bibelschule Berlin, des heutigen Forums Wiedenest im Oberbergischen.

#### Die Brüderbewegung im Dritten Reich
Am 13. April 1937 wurden die „geschlossenen“ Brüdergemeinden vom NS-Staat verboten, da man ihnen aufgrund ihrer starken Betonung der Absonderung von der Welt eine staatsfeindliche (und damit antinationalsozialistische) Haltung unterstellte (was auf die meisten aber nicht zutraf). Bereits im Mai 1937 konnte sich der größte Teil der „geschlossenen Brüder“ mit Erlaubnis der Behörden als Bund freikirchlicher Christen (BfC) neu organisieren. Diesem Bund, zu dessen Statuten ausdrücklich das Bekenntnis zum nationalsozialistischen Staat gehörte, traten im November 1937 auch die „offenen Brüder“ bei. 1942 vereinigte sich der BfC mit dem Bund der Baptisten zum Bund Evangelisch-Freikirchlicher Gemeinden in Deutschland (BEFG).
Zwischen 5 und 12 % vor allem der „geschlossenen Brüder“ verweigerten sich sowohl dem BfC als auch dem BEFG und versammelten sich während der NS-Zeit im Untergrund.

#### Nachkriegszeit und heutige Situation in Deutschland

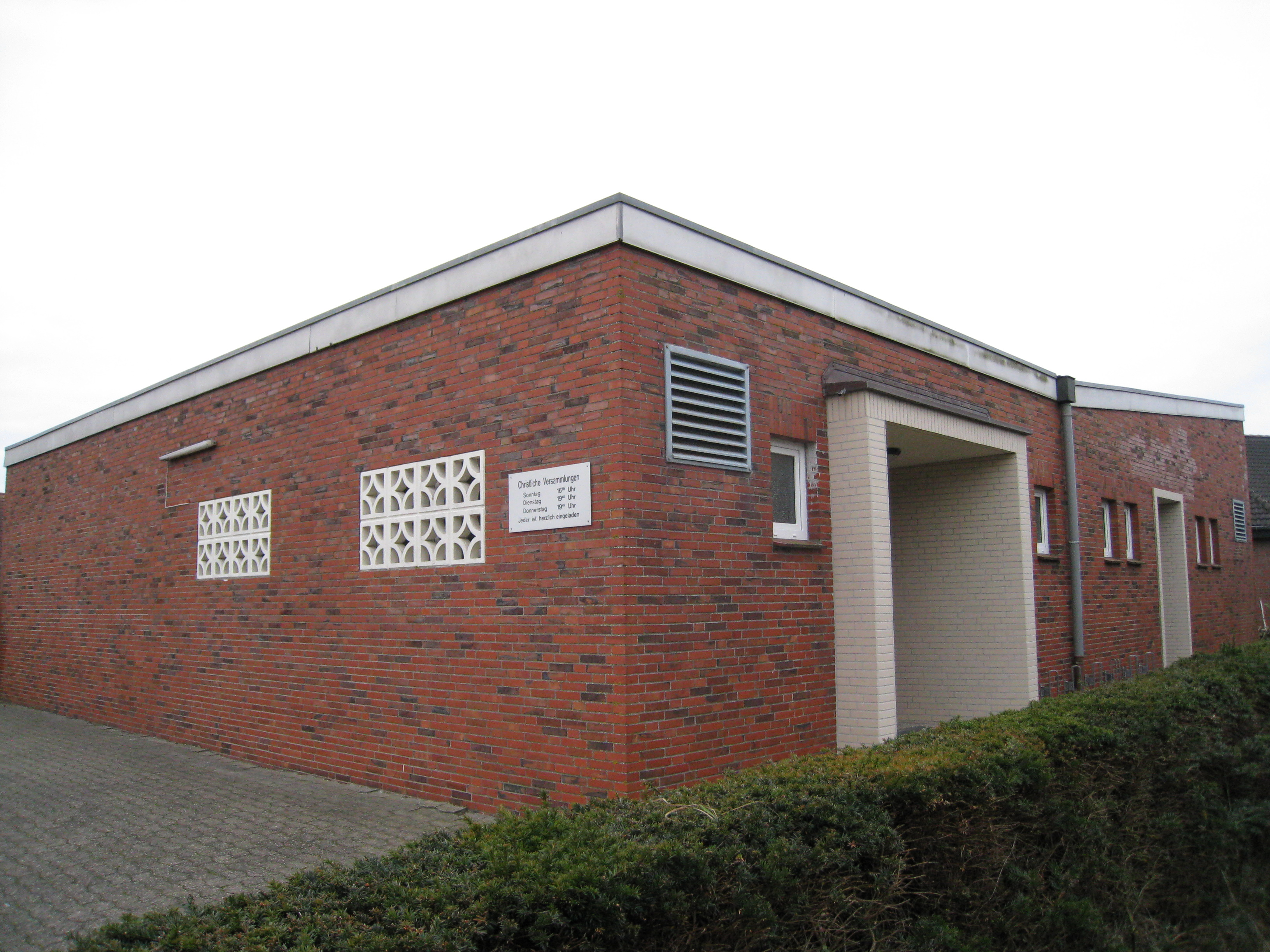
Versammlungsgebäude der „geschlossenen Brüder“ auf Borkum

Nach dem Zusammenbruch des Nationalsozialismus war die Versammlungsfreiheit wieder gewährleistet. Viele Mitglieder des BEFG (bald auch ganze Gemeinden) kehrten zu den „geschlossenen Brüdern“ zurück (diese Richtung wird bis heute als „alte Versammlung“ – umgangssprachlich „AV“ – bezeichnet). Andere, die dem Bund ebenfalls ohne innere Überzeugung beigetreten waren, wollten jedoch nicht wieder in die „Enge“ des „geschlossenen“ Brüdertums zurück und formierten sich 1949 zu einer dritten Gruppe, die als „bundesfreie Brüder“ oder „Freier Brüderkreis“ bekannt wurde. Dadurch schrumpften die Brüdergemeinden im BEFG zur kleinsten „Brüder“-Gruppe zusammen: Mitte der 1980er Jahre machten sie nur noch 18 % der Brüderbewegung in der damaligen BRD aus, während 45 % den „geschlossenen Brüdern“ und 37 % dem „Freien Brüderkreis“ zuzurechnen waren.
Seit den 1990er Jahren trennten sich eine Reihe von „geschlossenen“ Gemeinden – teils freiwillig, teils gezwungenermaßen – von ihrer Gruppe und nahmen eine „offenere“ Position ein. Hintergrund waren vor allem Streitigkeiten über Ausschlussverfahren und über Fragen der Gastzulassung zum Abendmahl. So sind eine Reihe von sogenannten „blockfreien Brüdergemeinden“ entstanden.
Damit gibt es heute (wenn man von den zahlenmäßig unbedeutenden Raven-Brüdern und anderen Splittergruppen absieht) vier Gruppen von Brüdergemeinden in Deutschland:
- Die „Bundesgemeinden“, die dem BEFG angehören und über VEF und Evangelische Allianz auch enge Beziehungen zu anderen Freikirchen haben und mit ihnen zusammenarbeiten. Historisch gesehen „offen“, geben diese Gemeinden „brüderspezifische“ Besonderheiten in Lehre und Praxis allmählich auf und nähern sich den übrigen evangelikalen Freikirchen an. Die Zahl der Gemeinden beläuft sich auf etwa 130 mit etwa 9000 Gliedern.
- Die „bundesfreien Gemeinden“ („Freier Brüderkreis“) sind keinem übergeordneten Gemeindeverbund zugehörig, pflegen aber gute Beziehungen zu den Brüdergemeinden im BEFG und – je nach Gemeinde – auch mit anderen Freikirchen; teilweise arbeitet man in der Evangelischen Allianz mit. Bundesfreie Gemeinden vertreten typisch „offene“ Lehrgrundsätze. Es gibt rund 190 Gemeinden mit etwa 14.000 Gliedern.
- Die „blockfreien Gemeinden“ sind ebenfalls keinem überörtlichen Verband angehörig, sie pflegen Beziehungen zu bundesfreien Gemeinden, jedoch keine Kontakte (mehr) mit „geschlossenen“ Gemeinden. Teilweise arbeiten sie in allianzorientierten Aktionen mit. Zu dieser Gruppe gehören etwa 60 Gemeinden mit etwa 4000 Gliedern.
- Die „geschlossenen Versammlungen“ haben keine gemeindlichen Beziehungen zu Kirchen und Freikirchen, nur zu anderen „geschlossenen“ Versammlungen. Private Kontakte zu Gläubigen aus anderen Richtungen werden aber gepflegt. Die Mitarbeit in allianzorientierten Aktionen lehnen sie grundsätzlich ab; Abendmahlszulassungen von Gästen aus „nichtgeschlossenen“ Gemeinden werden selten praktiziert. Zurzeit gibt es etwa 205 Gemeinden mit etwa 16.000 Gliedern.

Seit etwa 1980 kommt es zunehmend zu Gemeindeneugründungen, die sich allgemein brüdergemeindlich orientieren. Diese Gemeinden haben meist keinen Bezug zur Geschichte der Brüderbewegung, stimmen aber in einem Großteil der Lehren mit den Brüdergemeinden überein und suchen in Konferenzen und Werken die Gemeinschaft mit ihnen. Zu den Werken, die solche Gemeindegründungen fördern, gehören die Deutsche Inland-Mission (DIM) und indirekt die Konferenz für Gemeindegründung (KfG). Gemeinden dieser Art gibt es inzwischen etwa 60 mit etwa 4000 Gliedern.

## Lehre und Praxis
Im Lehrverständnis und im Gemeindeleben gehen die Brüdergemeinden in vielen Teilen mit anderen freikirchlichen Gruppierungen konform. Im Folgenden sollen daher nur die wesentlichen Unterschiede dargestellt werden.

### Struktur
Viele Brüdergemeinden außerhalb des Bundes Evangelisch-Freikirchlicher Gemeinden lehnen festgeschriebene gemeindliche Organisationsstrukturen ab.

Die Zeit der biblischen Gemeindeämter (insbesondere des Ältestenamtes) ist entsprechend ihrer dispensationalistischen Schau der Kirchengeschichte unwiederbringlich vorbei. Einer der Gründe: Es gibt keine Apostel mehr; nur sie konnten – so die Sicht einiger Brüdergemeinden – in das Ältestenamt berufen. Für die Gegenwart gelte allein das Wort Jesu: „Wo zwei oder drei in meinem Namen versammelt sind, da bin ich in ihrer Mitte“ (Mt 18,20 ). Über die Fragen des Gemeindelebens wird oft in sogenannten „Brüderstunden“ gesprochen, die diejenigen Brüder umfasst, die Verantwortung in der örtlichen Versammlung tragen. Bei den Beschlüssen wird Einmütigkeit angestrebt. „Bewährte“ und begabte Brüder werden von der Versammlung mit der Durchführung der Gesprächsergebnisse beauftragt.
Da im Bereich der Vermögens- und Immobilienverwaltung ein gewisses Maß an Organisation von staatlicher Seite vorgeschrieben ist, wird innerhalb vieler Brüdergemeinden ein Trägerverein gegründet, der die genannten Aufgaben übernimmt. Dieser Verein ist meist als gemeinnützig anerkannt und kann auch die erforderlichen Spendenquittungen ausstellen. Bei den bundesfreien Gemeinden ist die „Stiftung der Brüdergemeinden“ eine überregionale, betreuende Organisationsform.
Die überregionale Verbindung zwischen den einzelnen Ortsgemeinden wird vor allem durch mehrmals jährlich stattfindende Bibelkonferenzen gefördert. Bekannte Konferenzen der BEFG-Gemeinden waren/sind unter anderem die Berlin-Hamburger und die Köln-Elberfelder Konferenz; beim „Freien Brüderkreis“ ist es die Dillenburger Konferenz (seit 2016 in Haiger), bei den „geschlossenen Brüdern“ die Hückeswagener und die Dillenburger Konferenz. Im Jugendbereich erfreuen sich bei „offenen“ Brüdergemeinden die Wiedenester Konferenz zu Pfingsten und die 1954 als „Reher Jugendtag“ ins Leben gerufene, später „Dillenburger Jugendtage“ und seit 2017 „STEPS-Konferenz“ genannte Konferenz Anfang Mai großer Beliebtheit, bei „geschlossenen“ Versammlungen die Jugendkonferenzen in Dillenburg-Frohnhausen an Pfingsten und Sankt Vith im April. Von mehreren Brüdergemeinden fest angestellte Reiseprediger tragen ebenfalls zur Vernetzung der Gemeinden und Vereinheitlichung der Lehre bei.

### Taufe
In den deutschen Brüdergemeinden wird nahezu durchweg die Gläubigentaufe – fälschlicherweise oft als Erwachsenentaufe bezeichnet – praktiziert. Hier entscheidet sich der Einzelne bewusst für den Glauben an Jesus Christus und meldet sich bei Brüdern seines Vertrauens, um getauft zu werden. Eine Ausnahme bilden lediglich die Raven-Brüder, die Säuglinge taufen, sofern sie einer Gemeindefamilie entstammen und ihre christliche Erziehung gewährleistet ist. Diese auf John Nelson Darby zurückgehende Taufpraxis (auch Haustaufe genannt) wird in Frankreich und in der französischsprachigen Schweiz auch von den „geschlossenen Brüdern“ geübt, während sie sich unter den deutschen „geschlossenen Brüdern“ nicht durchsetzen konnte.
Eine erfolgte Kindertaufe bei Gemeindemitgliedern wird in den meisten Gemeinden mit der Praxis der Gläubigentaufe anerkannt. Sich erneut taufen zu lassen (wie bei den Baptisten üblich) ist möglich, jedoch nicht erforderlich.
Die Taufe findet in einem größeren Becken statt, in dem der Täufling ganz untergetaucht wird. Diese Becken befinden sich häufig im Versammlungsraum der Gemeinde; die Taufe kann aber zum Beispiel auch im Schwimmbad, in einem offenen Gewässer oder in der Badewanne einer Privatwohnung vollzogen werden.

### Abendmahl
Das allsonntägliche Abendmahl – die Brüdergemeinden bezeichnen es in Anlehnung an Apg 20,7  als „Brotbrechen“ – bildet traditionell das geistliche Zentrum des gemeindlichen Lebens. Sowohl in „offenen“ als auch in „geschlossenen“ Brüdergemeinden findet das Abendmahl üblicherweise jeden Sonntag in einer „ersten Stunde“ statt, die auch als „Anbetungsstunde“ bezeichnet wird. Sie ist der Predigt (sog. „zweite Stunde“) in der Regel vorgeschaltet. Die Gestaltung der Abendmahlsfeier unterliegt keiner festgeschriebenen Liturgie, hat jedoch oft folgende Elemente: Die Gemeinde versammelt sich um den Abendmahlstisch, auf dem sich Brot und Wein befinden. Die beiden Substanzen des Abendmahls werden als Zeichen des Todes Jesu Christi, aber auch als „Zeichen der Liebe Gottes“ verstanden. Nicht Menschen, sondern der Heilige Geist soll die Feier gestalten. Er bewegt nach Auffassung der „Brüder“ verschiedene Männer der Gemeinde, zur Gestaltung der Feier beizutragen. So werden in nicht festgelegter Reihenfolge freie Gebete gesprochen, gemeinsam zu singende Lieder vorgeschlagen und Bibeltexte gelesen, mitunter auch kurze Ausführungen dazu gemacht. Den Höhepunkt der Anbetungsstunde bildet das Brotbrechen an sich.
Am Abendmahl teilnehmen kann in vielen Brüdergemeinden nur, wer dazu zugelassen wurde. Dies setzt den persönlichen Glauben an Jesus Christus und ggf. ein Gespräch mit den Brüdern voraus, die den Betreffenden der Gemeinde vorschlagen. Gibt es keine Bedenken, darf der Betreffende am Brotbrechen teilnehmen. In „geschlossenen“ Gemeinden müssen auswärtige Abendmahlsteilnehmer beim erstmaligen Besuch ein Empfehlungsschreiben ihrer („geschlossenen“) Heimatgemeinde vorlegen oder zumindest glaubhaft versichern, dass sie auch dort am Brotbrechen teilnehmen.
„Offene“ Brüdergemeinden pflegen meist eine offene Abendmahlsgemeinschaft, zu der alle „wiedergeborenen“ Christen, auch anderer Konfessionen, eingeladen sind.

### Predigt
Brüdergemeinden haben in der Regel keinen Pastor oder fest angestellten Prediger. Die Predigt halten Glieder der Gemeinde, die sich dazu in der Lage fühlen, ebenso wie Gastprediger. Es kommt selten vor, dass ein und derselbe Prediger an zwei aufeinanderfolgenden Sonntagen den Verkündigungsdienst versieht (kleine Gemeinden ausgenommen). Man möchte so dem biblischen Grundsatz der Vielfalt der Gaben und der Freiheit des Geistes entsprechen (1 Kor 14,26–33 ). Außerdem verhindere die wechselnde Predigtverantwortung die Verengung der Verkündigung auf eine einseitige Lehre. In vielen Brüdergemeinden wird nicht vorher abgesprochen, wer den Predigtdienst versieht.

### Stellung der Frau in der Gemeinde
In „geschlossenen“ Brüdergemeinden sowie in Teilen der „blockfreien“ Gemeinden und des „Freien Brüderkreises“ beteiligen sich Frauen in gottesdienstlichen Zusammenkünften nur am gemeinsamen Gesang, jedoch nicht am Predigtdienst oder am Gebet. Zur Begründung wird 1 Kor 14,33–34  (Schweigegebot) und 1 Tim 2,12  (Verbot der Leitung durch Frauen) herangezogen. In den Gottesdiensten der „geschlossenen“ Richtung wird der Unterschied zwischen den Geschlechtern auch in der Regel noch durch eine getrennte Sitzordnung zum Ausdruck gebracht. Zudem tragen Frauen dort in Gottesdiensten und gottesdienstähnlichen Veranstaltungen aufgrund von 1 Kor 11,5–13  eine Kopfbedeckung.
In anderen Gemeinden beteiligen sich Frauen inzwischen auch an Gebet, Schriftlesung, Bibelauslegung und Bibelgesprächen. Besonders in den Gemeinden des BEFG ist eine immer stärker werdende Einbeziehung von Frauen in die Gottesdienstgestaltung festzustellen.

### Äußeres Erscheinungsbild
Vor allem in „geschlossenen“ Kreisen wird darauf Wert gelegt, dass Frauen ein „bescheidenes Äußeres“ (1 Tim 2,9 ) zeigen. Dazu gehört etwa der weitgehende Verzicht auf auffälligen Schmuck wie Ketten, Armreife und vor allem Ohrringe. Außerdem sollte das Haar nicht übermäßig gekürzt und die Kleidung nicht zu körperbetont sein. In der Vergangenheit wurde das Tragen „unweiblicher“ Kleidung – vor allem Hosen – weitestgehend abgelehnt; mittlerweile hat sich aber auch in den „geschlossenen“ Kreisen eine freiere Ansicht zu diesem Thema durchgesetzt.
Für Männer existieren kaum vergleichbaren Vorschriften. Allerdings wird auch in ihrem Fall „bescheidenes Äußeres“ vorausgesetzt und ein übermäßig auffallender Kleidungsstil nicht gerne gesehen; auffälliger Schmuck wird von den Männern nicht getragen.

## Einfluss
Darbys Vorstellungen von der Entrückung aller wahren Gläubigen vor der Großen Trübsal sind über die Brüderbewegung hinaus von vielen evangelikalen Theologen übernommen worden. Vom Gedankengut der Brüderbewegung beeinflusst ist u. a. die von Cyrus I. Scofield bearbeitete Scofield-Bibel, die das dispensationalistische Modell der Heilsgeschichte einer breiteren Öffentlichkeit bekannt machte.

## Werke und Einrichtungen in Deutschland (Auswahl)

### „Offene Brüder“ (BEFG, Freier Brüderkreis, „blockfreie“ Gemeinden)

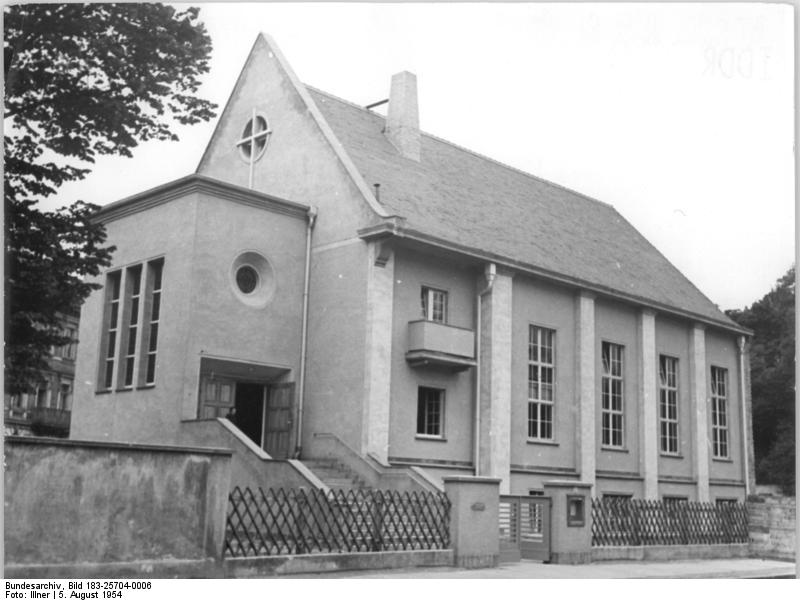
Brüdergemeinde Leipzig-Jacobstraße

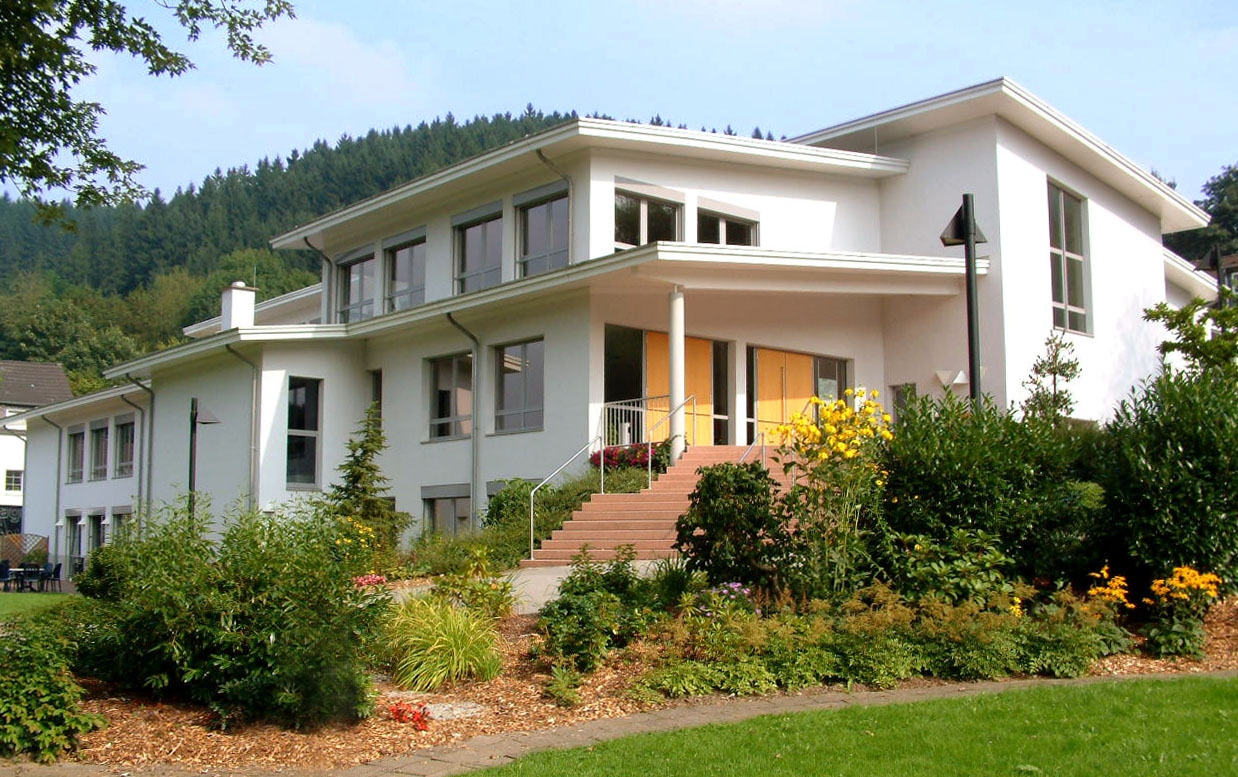
Forum Wiedenest

- Christliche Verlagsgesellschaft,[11] Dillenburg
- Christliche Bücherstuben,[12] Dillenburg
- Verlage concepcion Seidel[13] und jota Publikationen,[14] Hammerbrücke
- Christliche Literatur-Verbreitung, Bielefeld
- media C,[15] Rennerod
- Christliches Bildungszentrum Erzgebirge, Neuwürschnitz (früher Bibelschule Burgstädt)[16]
- Forum Wiedenest, Bergneustadt
- Barmer Zeltmission,[17] Wuppertal
- Missionswerk Werner Heukelbach, Bergneustadt
- Deutsche Inland-Mission, Siegen
- Mission für Süd-Ost-Europa,[18] Siegen
- Altenheime in Burbach-Lützeln,[19] Crivitz und Wuppertal-Ronsdorf[20]
- Werk- und Lebensgemeinschaft e. V.,[21] Barsbek
- Gefährdetenhilfe Kurswechsel,[22] Wuppertal
- Christliche Jugendpflege e. V.,[23] Basdahl und Dillenburg
- Freizeitheime in Basdahl,[24] Berthelsdorf,[25] Besenfeld,[26] Rehe,[27] Retzow,[28] Sagar[29], Wrist,[30] Zavelstein, Roses (Spanien)[31]
- CRG Reisen,[32] Basdahl
- Stiftung der Brüdergemeinden,[33] Dillenburg
- Dillenburger Konferenz[34]

### „Geschlossene Brüder“
- Christliche Schriftenverbreitung,[35] Hückeswagen
- Ernst-Paulus-Verlag,[36] Neustadt an der Weinstraße
- Beröa-Verlag,[37] Zürich
- Verbreitung der Heiligen Schrift,[38] Eschenburg
- Gute Botschaft Verlag,[39] Dillenburg (fremdsprachige Literatur)
- Bibelmuseum Wuppertal
- Bibelsammlung Siegen[40]
- Altenheime in Bonn-Bad Godesberg,[41] Hohen Neuendorf,[42] Moormerland-Warsingsfehn[43] und Netphen-Deuz[44]
- Verbreitung des christlichen Glaubens e. V. (VCG)[45] mit diversen Websites[46]